# Boes (animatieserie)
Boes is een Japans-Nederlandse animatieserie gebaseerd op de gelijknamige stripreeks van Wil Raymakers en Thijs Wilms.
Het liep oorspronkelijk van 1987 tot 1988. Sinds 12 november 2009 is Boes terug op tv bij Pebble TV.

## Concept
Boes is een oer-Nederlandse os op klompen die heel wat te stellen heeft met de dieren die op en om zijn boerderij wonen. Dit zijn onder andere de niet al te slimme hond Saffie, de schildpad Dolly die geregeld haar schild verliest, Shampoo de gorilla en TumTum de olifant.

## Lijst met afleveringen
In totaal zijn van de serie 101 (52 dubbele) afleveringen verschenen, in eerste instantie uitgezonden door de VARA tussen 6 oktober 1988 en 19 januari 1991. Later zijn deze afleveringen veelvuldig door andere zenders herhaald.
1. Boes krijgt huisraad
2. Met Boes op stal
3. Een pleister op de hond
4. Dollen met de mollen
5. Dat is dus een octopus
6. Boes weet wat een varken eet
7. Vaderdag
8. Boes vist maar net
9. Willy op liefdespad
10. Een sof voor Saffie
11. Boes in de put
12. Vliegensvlug naar het nest
13. IJstijd
14. Het paard roert zijn staart
15. Stampij in de wei
16. Gebuitel in de buidel
17. Dolly gaat er met een boogje omheen
18. Trammelant met een olifant
19. Apestreken
20. Honing voor de koning
21. De spechten
22. Een oogje op de oogst
23. Ellebogenwerk
24. De muis loopt in de gaten
25. De wekker windt zich op
26. Dolle pret met een lunchpakket
27. Een langoor gaat er vandoor
28. Dolly gaat door haar dak
29. Boes bij de bijen
30. Vliegende vissen
31. Moeilijke moederdag
32. Boes slaat zijn slag
33. Een ei van een ander
34. Boes heeft beet
35. Een vos is de klos
36. Blokken op de fluit
37. Held op klompen
38. Adres onbekend
39. Scheer je schaap
40. De huisreis
41. Worteltrekken
42. Shampoo op liefdespad
43. Een kater voor Saffie
44. Windkracht 12
45. De kraai vindt zijn draai
46. Hoera voor Boes
47. Boes' banaanhangwagentje
48. Larry maakt nooit herrie
49. Avontuur in de Boestijn
50. Bekvechten
51. Boes klapt ernaast
52. Wal vissen
53. De Boesbloem
54. Boes slaat nergens op
55. Dolle pret in Amerika
56. Dolly neemt een logé mee
57. Gepriegel met een spiegel
58. Een rare kwast
59. Boes houdt het op koud
60. De Boeswachter
61. Huisonraad
62. Dierenmelodieën
63. Een beeld van een beeld
64. Poetspas
65. Een topprestatie
66. De oplosboes
67. Nader bij de dader
68. Dik voor elkaar
69. Pas op de plaats
70. Als je oplet, leer je wat
71. De kunstartiest
72. De paddestoelgang
73. Boes redt het maar net
74. In de weer met een beer
75. Boes blijft in touw
76. Fijn voor de lijn
77. Geen rust met eetlust
78. Boes doet er een schepje bovenop
79. Boes in de bocht
80. De schat van Boes
81. De cow-Boes
82. Saffie vangt bot
83. Boes drijft nat
84. Boes weet wat-ie eet
85. Boes knapt op
86. Uit de bol voor de lol
87. 't Is niet thuis bij Boes thuis
88. Toontje hoger
89. Geen lijn zonder pijn
90. Eendje voor Boes
91. Het fotogenie
92. Een pracht van een jacht
93. De dierenpiste
94. De dierenspieren
95. Boes doet het op de fiets
96. Boes trapt af
97. De kraaipapegaai
98. Boes hapt heerlijk weg
99. De Boes-geving
100. Pitten in de hitte
101. De boen-Boes

### Afleveringen op dvd verschenen
Deel 1: Hallo Boes
- Hallo Boes
- Boes doet er een schepje bovenop
- Mama Ping loopt weg
- Met Boes op stal
- Boes weet wat een varken eet

Deel 2: Pleister op de Hond
- Een pleister op de hond
- Boes vist maar net
- Vliegensvlug naar het nest
- De schietwedstrijd

Deel 3: Dollen met de Mollen
- Dollen met de mollen
- Hé dat is mijn melk
- De Spechten
- IJstijd

Deel 4: Weet wat een varken eet
- Boes weet wat een varken eet
- Shampo de gorilla
- Koning zijn is erg moeilijk
- Boes als oppas

Deel 5: Held op klompen
- Held op klompen
- Een oogje op de oogst
- Boes gaat trainen
- Blijf van mijn kaas af

Deel 6 : Dat is dus een octopus
- Dat is dus een octopus
- Een langoor gaat er vandoor
- De picknick
- Geen gekraai meer

Deel 7: Liefde doet pijn
- Liefde doet pijn
- Dolly raakt haar schild kwijt
- Boes en de bijen
- Een huis vol

Deel 8: Gebuitel in de buidel
- Gebuitel in de buidel
- Boes op klompen
- De babydrager
- Een ei van een ander

Deel 9: Boes de speurneus
- Boes de speurneus
- Het is liefde!
- Wat een bal !
- Vissen of gevangen worden ?

Deel 10: Wat een bos!
- Wat een bos!
- Boes de slechte fluitspeler
- Boes de schaapsherder
- De vogelverschrikker

Deel 11: Onderwater
- Onderwater
- Oh mijn huis
- Avontuur in de Boestijn
- Het stinkdier

## Productiedetails
| Originele naam               | Gera Gera Boos Monogatari |
| Oorsprong                    | Japan |
| Productiehuizen              | Telescreen Japan Inc., Teleimage ltd. / Meander Studio                                                                         |
| Productiejaren               | 1987 - 1988 |
| Episodes                     | 101 x 12 minuten (uitgezonden als 52 dubbele afleveringen)                                                                     |
| Auteur                       | Haramaki Naka |
| Naar een origineel idee van  | Wil Raymakers, Thijs Wilms |
| Realisatie                   | Hiroshi Sasagawa |
| Scenario                     | Nao Furukawa, Toshi Ôhira |
| Karakterontwerp              | Shinnosuke Kon |
| Decors                       | Torao Arai |
| Muziek                       | Shinsuke Kazato / Clous van Mechelen                                                                                           |
| Titellied                    | Nederlandse versie gezongen door Jody Pijper                                                                                   |
| Productie Nederlandse versie | Telecable Benelux N.V. |
| Teksten, casting en regie    | Tony Dirne, Rob Dirne, Mario de Vries                                                                                          |
| Coördinatie                  | José Stam |
| Nasynchronisatie             | Joop Raasveld Producties |
| Nederlandse stemmen          | Boes: Guido Jonckers Dolly: Gerry Middelburg Saffie/Shampo/Diverse dieren: Koos van der Knaap vogelgeluiden: Beatrijs Sluijter |

## Alternatieve namen
- Chuckling Bus Story of Boos (Internationaal: Engelse titel)
- Alvaro & Camilla (Italië)
- Funny Farm Madness (Internationaal: Engelse titel) (VS)
- Gera Gera Boos Monogatari (De verhalen van lachende Boes) (Japan)
- מוש השור (Mush Hashor) (Israël)
- Ox Tales (Internationaal: Engelse titel)
- Bocas (Portugees)
- olé, Ollie (Braziliaanse titel)
- Bof! (Frans)
- Djurgården (Zweeds)